# Spädning

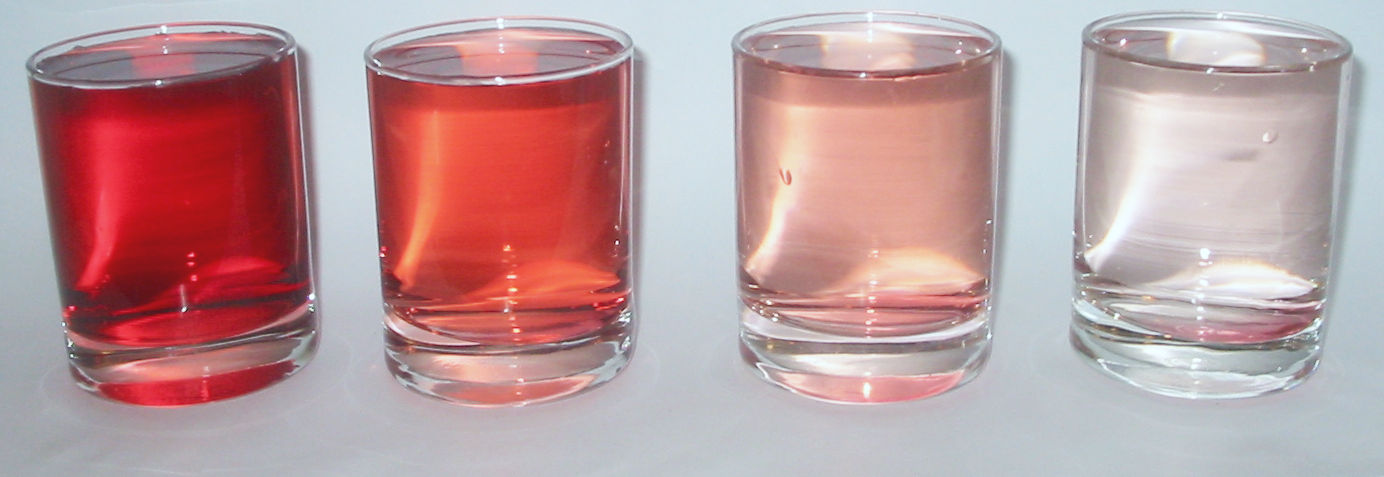
Grenadin med olika grader av spädning.

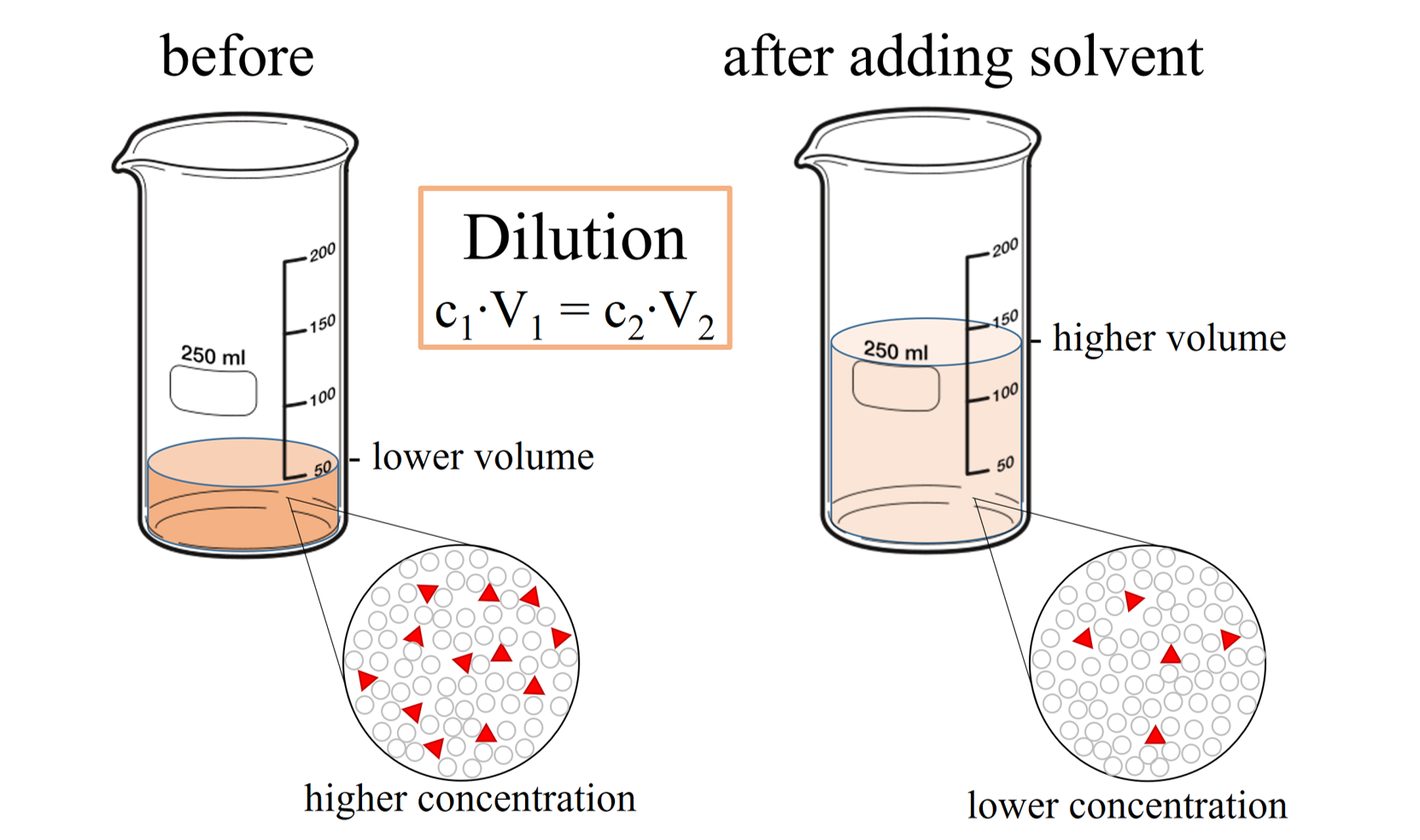
En lösning före och efter spädning.

Spädning betyder att sänka koncentrationen på en lösning.
I lab-sammanhang uttrycks ofta stocklösningars koncentration som "X" vilket motsvarar hur många gånger något skall spädas innan det används.
Till exempel en 5X lösning skall alltså spädas 1+4 (för att göra jämförelsen med hur spädningar brukar anges på exempelvis saft).